# Lijst van Stolpersteine in Limburg (Nederland)

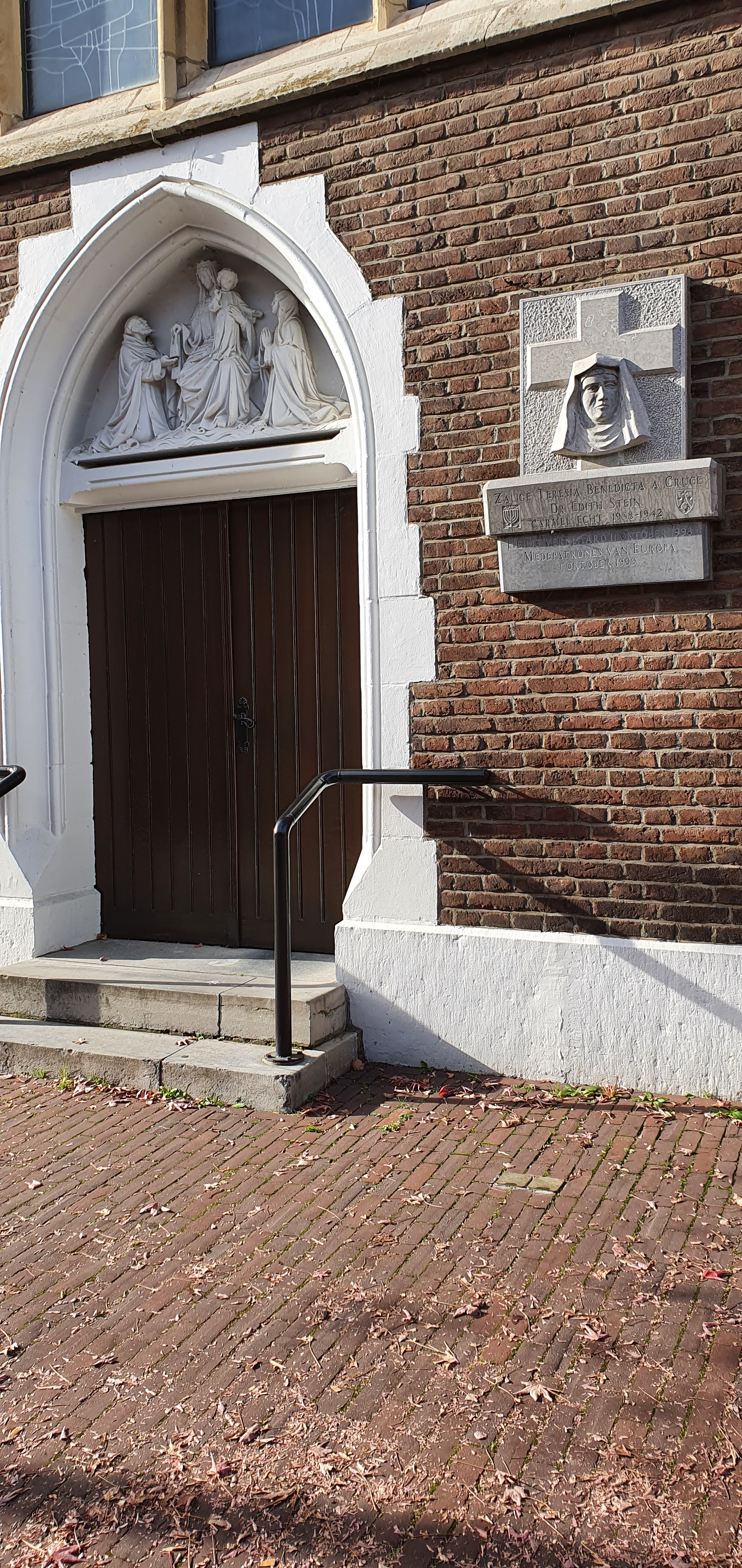
Stolpersteine voor Edith en Rosa Stein in Echt

De lijst van Stolpersteine in Limburg geeft een overzicht van de gedenkstenen die in de Nederlandse provincie Limburg zijn geplaatst in het kader van het Stolpersteine-project van de Duitse beeldhouwer-kunstenaar Gunter Demnig. 
Omdat het Stolpersteine-project doorloopt, kan deze lijst onvolledig zijn. 

## Stolpersteine
In de volgende gemeenten bevinden zich Stolpersteine:
- Beek
- Beekdaelen
- Echt-Susteren
- Eijsden-Margraten
- Gennep
- Gulpen-Wittem
- Heerlen
- Horst aan de Maas
- Kerkrade
- Landgraaf
- Leudal
- Maastricht
- Meerssen
- Mook en Middelaar
- Roermond
- Sittard-Geleen
- Stein
- Vaals
- Valkenburg aan de Geul
- Venlo
- Venray